# Първи инженерен полк
Първи инженерен полк е български инженерен полк, формиран през 1920 година и взел участие във Втората световна война (1941 – 1945).

## История
Първи инженерен полк е формиран под името Първа инженерна дружина на 9 декември 1920 г. в София, на основание на предписание № 12284 от 1920 г. на инспектора на Инженерните войски (полковник Милко Хаджиев) от състава на 1-ва, 6-а и 7-а пионерна дружини. Съгласно строго поверителна заповед № 226а от 28 декември 1927 г. по Министерството на войната е реорганизиран в полк и получава наименованието Първи инженерен полк, като в състава му влиза пионерна дружина, свързочна дружина и автомобилна рота с работилница. В началото на 1938 г. съгласно заповед №16 по Министерството на войната за командир на полка е назначен Подполковник Пею Старибратов. През 1943 г. е преименуван в Първи армейски инженерен полк и мобилизира чинове за 11-а дивизионна инженерна дружина и 11-а дивизионна свързочна дружина. През септември 1944 г. е мобилизиран и изпратен към Кюстендил.
По време на първата фаза на войната срещу Третия Райх се използва ограничено за поддръжка на пътищата в оперативния тил на 1-ва армия, като пълноценно участва само 2-ра пионерна рота от армейската инженерна дружина, която се използва за изграждане на пътища и мостове. В началото на ноември възстановява каменния мост на р. Петрошица, поправя железния мост на жп линията Куманово – Скопие, след което строи нисководен мост на р. Моравица, южно от Бояново.
През 1945 г. за командир на полка е назначен подполковник Светослав Семов. По време на втората фаза на войната взема участие с две дружини – инженерната и мостовата. Инженерната дружина е формирана от личния състав на 3-ти армейски инженерен полк и материалната част от 4-ти армейски инженерен полк. Мостовата дружина е формирана от Общовойсковата моторизирана мостова дружина – мост „Б“. Мостовата дружина на 9 януари 1945 г. с помощта на съветски мостови войски построява 400 метров понтонен мост на река Дунав при Бездан – Батина, през който до 16 юли 1945 г. се извършва снабдяването на 1-ва българска армия. Полкът участва в поддръжката на пристаните на паромите, переправите и устройва към и след тях. По време на войната полкът дава 59 убити.
В края на 1945 г. за командир на полка е назначен подполковник Тодор Мехочев.

## Наименования
През годините полкът носи различни имена според претърпените реорганизации:
- Първа инженерна дружина (1920 – 28 декември 1927)
- Първи инженерен полк (28 декември 1927 – 1943)
- Първи армейски инженерен полк (1943 – 1947)

## Командири
- Полковник Велислав Янков (от 1930 г.)
- Полковник Петър Бачекиров (1933 – 1934)
- Капитан Христо Стойков (от 1934 г.)
- Подполковник Димитър Айранов (1935 – 1935)
- Полковник Петър Бачекиров (от 1935 г.)
- Подполковник Пею Старибратов (началото 1938 – 1939?)
- Подполковник Светослав Семов (от 1945 г.)
- Подполковник Тодор Мехочев (от 1945 г.)